# Rallycross di Lettonia 2020
Il Rallycross di Lettonia 2020, ufficialmente denominato Neste RX of Riga-Latvia 2020, è stata l'edizione 2020 del Rallycross di Lettonia. La manifestazione si è svolta il 19 e il 20 settembre sul circuito del Biķernieku Kompleksā Sporta Bāze a Riga, capitale della Lettonia, ed era valida come quinta e sesta prova del campionato del mondo rallycross 2020 e come seconda del Campionato europeo rallycross 2020.
L'evento del World RX si componeva di due gare, entrambe valide per il campionato mondiale. Nella prima la categoria Supercar venne vinta dal pilota svedese Johan Kristoffersson alla guida di una VW Polo GTI RX del team Kristoffersson Motorsport mentre nella seconda il successo andò al connazionale Mattias Ekström, su Audi S1 RX Quattro della scuderia KYB Team JC. In gara 1 si disputò inoltre il secondo appuntamento della categoria Projekt E, dedicata alle vetture  propulsione totalmente elettrica, dove si impose il francese Cyril Raymond su Citroën C3 ERX.
Nella gara valida per l'Euro RX, disputatasi sabato 19 settembre, primeggiò invece lo svedese Oliver Eriksson su Ford Fiesta, alla sua seconda vittoria consecutiva in stagione; fu inoltre l'ultima corsa della stagione in quanto le gare successive in programma per la categoria Supercar vennero cancellate per il Coronavirus e il titolo continentale non venne assegnato in quanto non furono disputate almeno tre gare come previsto dal regolamento stilato prima dell'inizio del campionato dalla Commissione Off-Road.

## Risultati

### World RX - Gara 1

#### Classifica finale
| Categoria Supercar  | Categoria Supercar | Categoria Supercar   | Categoria Supercar  | Categoria Supercar              | Categoria Supercar | Categoria Supercar | Categoria Supercar | Categoria Supercar | Categoria Supercar | Categoria Supercar | Categoria Supercar | Categoria Supercar |
| Pos.                | N°                 | Pilota               | Auto                | Squadra                         | Qualificazioni     | Qualificazioni     | Semifinali         | Semifinali         | Semifinali         | Finale             | Finale             | PC                 |
| Pos.                | N°                 | Pilota               | Auto                | Squadra                         | Pos.               | Punti              | SF1                | SF2                | Punti              | Pos.               | Punti              | PC                 |
| ------------------- | ------------------ | -------------------- | ------------------- | ------------------------------- | ------------------ | ------------------ | ------------------ | ------------------ | ------------------ | ------------------ | ------------------ | ------------------ |
| 1                   | 3                  | Johan Kristoffersson | VW Polo GTI RX      | Kristoffersson Motorsport       | 2º                 | 15                 | –                  | 1º                 | 6                  | 1º                 | 8                  | 29                 |
| 2                   | 5                  | Mattias Ekström      | Audi S1 RX Quattro  | KYB Team JC                     | 3º                 | 14                 | 1º                 | –                  | 6                  | 2º                 | 5                  | 25                 |
| 3                   | 1                  | Timmy Hansen         | Peugeot 208 WRX     | Team Hansen                     | 5º                 | 12                 | 3º                 | –                  | 4                  | 3º                 | 4                  | 20                 |
| 4                   | 9                  | Kevin Hansen         | Peugeot 208 WRX     | Team Hansen                     | 6º                 | 11                 | –                  | 3º                 | 4                  | 4º                 | 3                  | 18                 |
| 5                   | 68                 | Niclas Grönholm      | Hyundai i20 WRX     | GRX Taneco                      | 1º                 | 16                 | 2º                 | –                  | 5                  | 5º                 | 2                  | 23                 |
| 6                   | 4                  | Robin Larsson        | Audi S1 RX Quattro  | KYB Team JC                     | 4º                 | 13                 | –                  | 2º                 | 5                  | 6º                 | 1                  | 23                 |
| 7                   | 123                | Krisztián Szabó      | Hyundai i20 WRX     | GRX Set                         | 7º                 | 10                 | 6º                 | –                  | 1                  | nq                 | nq                 | 11                 |
| 8                   | 13                 | Andreas Bakkerud     | GCK Mégane R.S. RX  | Monster Energy GCK RX Cartel    | 9º                 | 8                  | 4º                 | –                  | 3                  | nq                 | nq                 | 11                 |
| 9                   | 33                 | Liam Doran           | GCK Mégane R.S. RX  | Monster Energy GCK RX Cartel    | 8º                 | 9                  | –                  | 6º                 | 1                  | nq                 | nq                 | 11                 |
| 10                  | 7                  | Timur Timerzjanov    | Hyundai i20 WRX     | GRX Taneco                      | 10º                | 7                  | –                  | 5º                 | 2                  | nq                 | nq                 | 9                  |
| 11                  | 15                 | Reinis Nitišs        | Škoda Fabia WRX Evo | ESmotorsport                    | 11º                | 6                  | 5º                 | –                  | 2                  | nq                 | nq                 | 8                  |
| 12                  | 44                 | Timo Scheider        | SEAT Ibiza RX       | ALL-INKL.COM Münnich Motorsport | 13º                | 4                  | –                  | 4º                 | 3                  | nq                 | nq                 | 7                  |
| 13                  | 77                 | René Münnich         | SEAT Ibiza RX       | ALL-INKL.COM Münnich Motorsport | 12º                | 5                  | rin.               | rin.               | rin.               | nq                 | nq                 | 5                  |
| 14                  | 92                 | Anton Marklund       | GCK Mégane R.S. RX  | GCK Bilstein                    | 14º                | 3                  | nq                 | nq                 | nq                 | nq                 | nq                 | 3                  |
| 15                  | 36                 | Guerlain Chicherit   | GCK Clio R.S. RX    | GCK UNKORRUPTED                 | 15º                | 2                  | nq                 | nq                 | nq                 | nq                 | nq                 | 2                  |
| 16                  | 14                 | Rokas Baciuška       | GCK Clio R.S. RX    | GCK UNKORRUPTED                 | 16º                | 1                  | nq                 | nq                 | nq                 | nq                 | nq                 | 1                  |
| NC                  | 11                 | Jani Paasonen        | Ford Fiesta MK6     | Ferratum Team                   | NC                 | 0                  | nq                 | nq                 | nq                 | nq                 | nq                 | 0                  |
|                     |                    |                      |                     |                                 |                    |                    |                    |                    |                    |                    |                    |                    |
| Categoria Projekt E |                    |                      |                     |                                 |                    |                    |                    |                    |                    |                    |                    |                    |
| Pos.                | N°                 | Pilota               | Auto                | Squadra                         | Qualificazioni     | Qualificazioni     | Semifinali         | Semifinali         | Semifinali         | Finale             | Finale             | PC                 |
| Pos.                | N°                 | Pilota               | Auto                | Squadra                         | Pos.               | Punti              | SF1                | SF2                | Punti              | Pos.               | Punti              | PC                 |
| 1                   | 113                | Cyril Raymond        | Citroën C3 ERX      | Cyril Raymond                   | 1º                 | 16                 | nd                 | nd                 | nd                 | 1º                 | 8                  | 24                 |
| 2                   | 6                  | Jānis Baumanis       | Ford Fiesta ERX     | Ferratum Team                   | 2º                 | 15                 | nd                 | nd                 | nd                 | 2º                 | 5                  | 20                 |
| 3                   | 5                  | Svein-Bjarte Holten  | Ford Fiesta ERX     | Svein-Bjarte Holten             | 3º                 | 14                 | nd                 | nd                 | nd                 | 3º                 | 4                  | 18                 |
| 4                   | 41                 | Natalie Barratt      | Ford Fiesta ERX     | Natalie Barratt                 | 4ª                 | 13                 | nd                 | nd                 | nd                 | 4ª                 | 3                  | 16                 |

#### Qualificazioni
| Categoria Supercar  | Categoria Supercar | Categoria Supercar   | Categoria Supercar  | Categoria Supercar              | Categoria Supercar | Categoria Supercar | Categoria Supercar | Categoria Supercar | Categoria Supercar | Categoria Supercar |
| Pos.                | N°                 | Pilota               | Auto                | Squadra                         | Q1                 | Q2                 | Q3                 | Q4                 | PQ                 | Punti              |
| ------------------- | ------------------ | -------------------- | ------------------- | ------------------------------- | ------------------ | ------------------ | ------------------ | ------------------ | ------------------ | ------------------ |
| 1                   | 68                 | Niclas Grönholm      | Hyundai i20 WRX     | GRX Taneco                      | 40 (4º)            | 50 (1º)            | 42 (3º)            | nd                 | 132                | 16                 |
| 2                   | 3                  | Johan Kristoffersson | VW Polo GTI RX      | Kristoffersson Motorsport       | 50 (1º)            | 42 (3º)            | 38 (6º)            | nd                 | 130                | 15                 |
| 3                   | 5                  | Mattias Ekström      | Audi S1 RX Quattro  | KYB Team JC                     | 39 (5º)            | 39 (5º)            | 50 (1º)            | nd                 | 128                | 14                 |
| 4                   | 4                  | Robin Larsson        | Audi S1 RX Quattro  | KYB Team JC                     | 38 (6º)            | 40 (4º)            | 45 (2º)            | nd                 | 123                | 13                 |
| 5                   | 1                  | Timmy Hansen         | Peugeot 208 WRX     | Team Hansen                     | 45 (2º)            | 40 (4º)            | 37 (7º)            | nd                 | 123                | 12                 |
| 6                   | 9                  | Kevin Hansen         | Peugeot 208 WRX     | Team Hansen                     | 42 (3º)            | 36 (8º)            | 37 (7º)            | nd                 | 115                | 11                 |
| 7                   | 123                | Krisztián Szabó      | Hyundai i20 WRX     | GRX Set                         | 34 (1º)            | 45 (2º)            | 31 (13º)           | nd                 | 110                | 10                 |
| 8                   | 33                 | Liam Doran           | GCK Mégane R.S. RX  | Monster Energy GCK RX Cartel    | 37 (7º)            | 28 (16º)           | 39 (5º)            | nd                 | 104                | 9                  |
| 9                   | 13                 | Andreas Bakkerud     | GCK Mégane R.S. RX  | Monster Energy GCK RX Cartel    | 35 (9º)            | 30 (14º)           | 36 (8º)            | nd                 | 101                | 8                  |
| 10                  | 7                  | Timur Timerzjanov    | Hyundai i20 WRX     | GRX Taneco                      | 36 (8º)            | 35 (9º)            | 28 (16º)           | nd                 | 99                 | 7                  |
| 11                  | 15                 | Reinis Nitišs        | Škoda Fabia WRX Evo | ESmotorsport                    | 33 (14º)           | 32 (12º)           | 33 (14º)           | nd                 | 98                 | 6                  |
| 12                  | 77                 | René Münnich         | SEAT Ibiza RX       | ALL-INKL.COM Münnich Motorsport | 32 (12º)           | 34 (10º)           | 32 (12º)           | nd                 | 98                 | 5                  |
| 13                  | 44                 | Timo Scheider        | SEAT Ibiza RX       | ALL-INKL.COM Münnich Motorsport | 26 (17º - DNF)     | 37 (7º)            | 34 (10º)           | nd                 | 97                 | 4                  |
| 14                  | 92                 | Anton Marklund       | GCK Mégane R.S. RX  | GCK Bilstein                    | 28 (16º)           | 33 (14º)           | 35 (9º)            | nd                 | 96                 | 3                  |
| 15                  | 36                 | Guerlain Chicherit   | GCK Clio R.S. RX    | GCK UNKORRUPTED                 | 31 (13º)           | 31 (13º)           | 30 (14º)           | nd                 | 92                 | 2                  |
| 16                  | 14                 | Rokas Baciuška       | GCK Clio R.S. RX    | GCK UNKORRUPTED                 | 29 (15º)           | 29 (15º)           | 29 (15º)           | nd                 | 87                 | 1                  |
| NC                  | 11                 | Jani Paasonen        | Ford Fiesta MK6     | Ferratum Team                   | 30 (14º)           | 26 (17º - DNF)     | 0 (DNS)            | nd                 | 56                 | 0                  |
|                     |                    |                      |                     |                                 |                    |                    |                    |                    |                    |                    |
| Categoria Projekt E |                    |                      |                     |                                 |                    |                    |                    |                    |                    |                    |
| Pos.                | N°                 | Pilota               | Auto                | Squadra                         | Q1                 | Q2                 | Q3                 | Q4                 | PQ                 | Punti              |
| 1                   | 113                | Cyril Raymond        | Citroën C3 ERX      | Cyril Raymond                   | 45 (2º)            | 50 (1º)            | 50 (1º)            | 50 (1º)            | 195                | 16                 |
| 2                   | 6                  | Jānis Baumanis       | Ford Fiesta ERX     | Ferratum Team                   | 50 (1º)            | 45 (2º)            | 39 (4º - DNF)      | 45 (2º)            | 179                | 15                 |
| 3                   | 5                  | Svein-Bjarte Holten  | Ford Fiesta ERX     | Svein-Bjarte Holten             | 40 (4º)            | 40 (4º)            | 45 (2º)            | 42 (3º)            | 167                | 14                 |
| 4                   | 41                 | Natalie Barratt      | Ford Fiesta ERX     | Natalie Barratt                 | 42 (3ª)            | 42 (3ª)            | 42 (3ª)            | 40 (4ª)            | 166                | 13                 |

Legenda:
|  | Qualificato al turno successivo |

#### Semifinali
| Categoria Supercar - Semifinale 1 | Categoria Supercar - Semifinale 1 | Categoria Supercar - Semifinale 1 | Categoria Supercar - Semifinale 1 | Categoria Supercar - Semifinale 1 | Categoria Supercar - Semifinale 1 | Categoria Supercar - Semifinale 1 | Categoria Supercar - Semifinale 1 | Categoria Supercar - Semifinale 1 |
| Pos.                              | N°                                | Pilota                            | Auto                              | Squadra                           | Giri/Joker                        | Tempo                             | Distacco                          | Punti                             |
| --------------------------------- | --------------------------------- | --------------------------------- | --------------------------------- | --------------------------------- | --------------------------------- | --------------------------------- | --------------------------------- | --------------------------------- |
| 1                                 | 5                                 | Mattias Ekström                   | Audi S1 RX Quattro                | KYB Team JC                       | 6/1                               | 5'04"092                          | –                                 | 6                                 |
| 2                                 | 68                                | Niclas Grönholm                   | Hyundai i20 WRX                   | GRX Taneco                        | 6/1                               | 5'04"240                          | +0"148                            | 5                                 |
| 3                                 | 1                                 | Timmy Hansen                      | Peugeot 208 WRX                   | Team Hansen                       | 6/1                               | 5'06"257                          | +2"165                            | 4                                 |
| 4                                 | 13                                | Andreas Bakkerud                  | GCK Mégane R.S. RX                | Monster Energy GCK RX Cartel      | 6/1                               | 5'08"397                          | +4"305                            | 3                                 |
| 5                                 | 15                                | Reinis Nitišs                     | Škoda Fabia WRX Evo               | ESmotorsport                      | 6/1                               | 5'10"833                          | +6"741                            | 2                                 |
| 6                                 | 123                               | Krisztián Szabó                   | Hyundai i20 WRX                   | GRX Set                           | 6/1                               | 5'11"088                          | +6"996                            | 1                                 |
|                                   |                                   |                                   |                                   |                                   |                                   |                                   |                                   |                                   |
| Categoria Supercar - Semifinale 2 |                                   |                                   |                                   |                                   |                                   |                                   |                                   |                                   |
| Pos.                              | N°                                | Pilota                            | Auto                              | Squadra                           | Giri/Joker                        | Tempo                             | Distacco                          | Punti                             |
| 1                                 | 3                                 | Johan Kristoffersson              | VW Polo GTI RX                    | Kristoffersson Motorsport         | 6/1                               | 5'02"654                          | –                                 | 6                                 |
| 2                                 | 4                                 | Robin Larsson                     | Audi S1 RX Quattro                | KYB Team JC                       | 6/1                               | 5'04"165                          | +1"511                            | 5                                 |
| 3                                 | 9                                 | Kevin Hansen                      | Peugeot 208 WRX                   | Team Hansen                       | 6/1                               | 5'04"787                          | +2"133                            | 4                                 |
| 4                                 | 44                                | Timo Scheider                     | SEAT Ibiza RX                     | ALL-INKL.COM Münnich Motorsport   | 6/1                               | 5'07"862                          | +5"208                            | 3                                 |
| 5                                 | 7                                 | Timur Timerzjanov                 | Hyundai i20 WRX                   | GRX Taneco                        | 6/1                               | 5'08"220                          | +5"566                            | 2                                 |
| 6                                 | 33                                | Liam Doran                        | GCK Mégane R.S. RX                | Monster Energy GCK RX Cartel      | 4/1                               | 3'35"617                          | +2 giri                           | 1                                 |

Legenda:
|  | Qualificato al turno successivo |

#### Finali
| Categoria Supercar | Categoria Supercar | Categoria Supercar   | Categoria Supercar | Categoria Supercar        | Categoria Supercar | Categoria Supercar | Categoria Supercar | Categoria Supercar |
| Pos.               | N°                 | Pilota               | Auto               | Squadra                   | Giri/Joker         | Tempo              | Distacco           | Punti              |
| ------------------ | ------------------ | -------------------- | ------------------ | ------------------------- | ------------------ | ------------------ | ------------------ | ------------------ |
| 1                  | 3                  | Johan Kristoffersson | VW Polo GTI RX     | Kristoffersson Motorsport | 6/1                | 5'01"073           | –                  | 8                  |
| 2                  | 5                  | Mattias Ekström      | Audi S1 RX Quattro | KYB Team JC               | 6/1                | 5'04"541           | +3"468             | 5                  |
| 3                  | 1                  | Timmy Hansen         | Peugeot 208 WRX    | Team Hansen               | 6/1                | 5'05"396           | +4"323             | 4                  |
| 4                  | 9                  | Kevin Hansen         | Peugeot 208 WRX    | Team Hansen               | 6/1                | 5'05"706           | +4"633             | 3                  |
| 5                  | 68                 | Niclas Grönholm      | Hyundai i20 WRX    | GRX Taneco                | 6/1                | 5'11"981           | +10"908            | 2                  |
| 6                  | 4                  | Robin Larsson        | Audi S1 RX Quattro | KYB Team JC               | 6/1                | 5'36"389           | +35"316            | 1                  |

- Giro più veloce: 48"306 ( Johan Kristoffersson);
- Miglior tempo di reazione: 0"412 ( Robin Larsson);
- Miglior giro Joker: 51"990 ( Johan Kristoffersson).

| Categoria Projekt E | Categoria Projekt E | Categoria Projekt E | Categoria Projekt E | Categoria Projekt E | Categoria Projekt E | Categoria Projekt E | Categoria Projekt E | Categoria Projekt E |
| Pos.                | N°                  | Pilota              | Auto                | Squadra             | Giri/Joker          | Tempo               | Distacco            | Punti               |
| ------------------- | ------------------- | ------------------- | ------------------- | ------------------- | ------------------- | ------------------- | ------------------- | ------------------- |
| 1                   | 113                 | Cyril Raymond       | Citroën C3 ERX      | Cyril Raymond       | 6/1                 | 5'14"584            | –                   | 8                   |
| 2                   | 6                   | Jānis Baumanis      | Ford Fiesta ERX     | Ferratum Team       | 6/1                 | 5'16"976            | +2"392              | 5                   |
| 3                   | 5                   | Svein-Bjarte Holten | Ford Fiesta ERX     | Svein-Bjarte Holten | 6/1                 | 5'34"494            | +19"910             | 4                   |
| 4                   | 41                  | Natalie Barratt     | Ford Fiesta ERX     | Natalie Barratt     | 6/2                 | 5'35"077            | +20"493             | 3                   |

- Giro più veloce: 50"222 ( Cyril Raymond);
- Miglior tempo di reazione: 0"462 ( Jānis Baumanis);
- Miglior giro Joker: 54"437 ( Jānis Baumanis).

### World RX - Gara 2

#### Classifica finale
| Categoria Supercar | Categoria Supercar | Categoria Supercar   | Categoria Supercar  | Categoria Supercar              | Categoria Supercar | Categoria Supercar | Categoria Supercar | Categoria Supercar | Categoria Supercar | Categoria Supercar | Categoria Supercar | Categoria Supercar |
| Pos.               | N°                 | Pilota               | Auto                | Squadra                         | Qualificazioni     | Qualificazioni     | Semifinali         | Semifinali         | Semifinali         | Finale             | Finale             | PC                 |
| Pos.               | N°                 | Pilota               | Auto                | Squadra                         | Pos.               | Punti              | SF1                | SF2                | Punti              | Pos.               | Punti              | PC                 |
| ------------------ | ------------------ | -------------------- | ------------------- | ------------------------------- | ------------------ | ------------------ | ------------------ | ------------------ | ------------------ | ------------------ | ------------------ | ------------------ |
| 1                  | 5                  | Mattias Ekström      | Audi S1 RX Quattro  | KYB Team JC                     | 1º                 | 16                 | 1º                 | –                  | 6                  | 1º                 | 8                  | 30                 |
| 2                  | 3                  | Johan Kristoffersson | VW Polo GTI RX      | Kristoffersson Motorsport       | 2º                 | 15                 | –                  | 1º                 | 6                  | 2º                 | 5                  | 26                 |
| 3                  | 4                  | Robin Larsson        | Audi S1 RX Quattro  | KYB Team JC                     | 3º                 | 14                 | 2º                 | –                  | 5                  | 3º                 | 4                  | 23                 |
| 4                  | 1                  | Timmy Hansen         | Peugeot 208 WRX     | Team Hansen                     | 4º                 | 13                 | –                  | 2º                 | 5                  | 4º                 | 3                  | 21                 |
| 5                  | 68                 | Niclas Grönholm      | Hyundai i20 WRX     | GRX Taneco                      | 5º                 | 12                 | 3º                 | –                  | 4                  | 5º                 | 2                  | 18                 |
| 6                  | 9                  | Kevin Hansen         | Peugeot 208 WRX     | Team Hansen                     | 7º                 | 10                 | 4º                 | –                  | 3                  | 6º                 | 1                  | 14                 |
| 7                  | 13                 | Andreas Bakkerud     | GCK Mégane R.S. RX  | Monster Energy GCK RX Cartel    | 6º                 | 11                 | –                  | 3º                 | 4                  | nq                 | nq                 | 15                 |
| 8                  | 7                  | Timur Timerzjanov    | Hyundai i20 WRX     | GRX Taneco                      | 9º                 | 8                  | 5º                 | –                  | 2                  | nq                 | nq                 | 10                 |
| 9                  | 92                 | Anton Marklund       | GCK Mégane R.S. RX  | GCK Bilstein                    | 10º                | 7                  | –                  | 4º                 | 3                  | nq                 | nq                 | 10                 |
| 10                 | 44                 | Timo Scheider        | SEAT Ibiza RX       | ALL-INKL.COM Münnich Motorsport | 8º                 | 9                  | –                  | DSQ                | 0                  | nq                 | nq                 | 9                  |
| 11                 | 123                | Krisztián Szabó      | Hyundai i20 WRX     | GRX Set                         | 11º                | 6                  | 6º                 | –                  | 1                  | nq                 | nq                 | 7                  |
| 12                 | 33                 | Liam Doran           | GCK Mégane R.S. RX  | Monster Energy GCK RX Cartel    | 12º                | 5                  | –                  | 5º                 | 2                  | nq                 | nq                 | 7                  |
| 13                 | 15                 | Reinis Nitišs        | Škoda Fabia WRX Evo | ESmotorsport                    | 13º                | 4                  | nq                 | nq                 | nq                 | nq                 | nq                 | 4                  |
| 14                 | 77                 | René Münnich         | SEAT Ibiza RX       | ALL-INKL.COM Münnich Motorsport | 14º                | 3                  | nq                 | nq                 | nq                 | nq                 | nq                 | 3                  |
| 15                 | 36                 | Guerlain Chicherit   | GCK Clio R.S. RX    | GCK UNKORRUPTED                 | 15º                | 2                  | nq                 | nq                 | nq                 | nq                 | nq                 | 2                  |
| 16                 | 14                 | Rokas Baciuška       | GCK Clio R.S. RX    | GCK UNKORRUPTED                 | 16º                | 1                  | nq                 | nq                 | nq                 | nq                 | nq                 | 1                  |
| 17                 | 11                 | Jani Paasonen        | Ford Fiesta MK6     | Ferratum Team                   | 17º                | 0                  | nq                 | nq                 | nq                 | nq                 | nq                 | 0                  |

#### Qualificazioni
| Categoria Supercar | Categoria Supercar | Categoria Supercar   | Categoria Supercar  | Categoria Supercar              | Categoria Supercar | Categoria Supercar | Categoria Supercar | Categoria Supercar | Categoria Supercar | Categoria Supercar |
| Pos.               | N°                 | Pilota               | Auto                | Squadra                         | Q1                 | Q2                 | Q3                 | Q4                 | PQ                 | Punti              |
| ------------------ | ------------------ | -------------------- | ------------------- | ------------------------------- | ------------------ | ------------------ | ------------------ | ------------------ | ------------------ | ------------------ |
| 1                  | 5                  | Mattias Ekström      | Audi S1 RX Quattro  | KYB Team JC                     | 50 (1º)            | 50 (1º)            | 38 (6º)            | nd                 | 138                | 16                 |
| 2                  | 3                  | Johan Kristoffersson | VW Polo GTI RX      | Kristoffersson Motorsport       | 40 (4º)            | 45 (2º)            | 45 (2º)            | nd                 | 130                | 15                 |
| 3                  | 4                  | Robin Larsson        | Audi S1 RX Quattro  | KYB Team JC                     | 45 (2º)            | 29 (15º)           | 50 (1º)            | nd                 | 124                | 14                 |
| 4                  | 1                  | Timmy Hansen         | Peugeot 208 WRX     | Team Hansen                     | 42 (3º)            | 38 (6º)            | 42 (3º)            | nd                 | 122                | 13                 |
| 5                  | 68                 | Niclas Grönholm      | Hyundai i20 WRX     | GRX Taneco                      | 39 (5º)            | 39 (5º)            | 37 (7º)            | nd                 | 115                | 12                 |
| 6                  | 13                 | Andreas Bakkerud     | GCK Mégane R.S. RX  | Monster Energy GCK RX Cartel    | 38 (6º)            | 42 (3º)            | 34 (10º)           | nd                 | 114                | 11                 |
| 7                  | 9                  | Kevin Hansen         | Peugeot 208 WRX     | Team Hansen                     | 35 (9º)            | 36 (8º)            | 40 (4º)            | nd                 | 111                | 10                 |
| 8                  | 44                 | Timo Scheider        | SEAT Ibiza RX       | ALL-INKL.COM Münnich Motorsport | 37 (7º)            | 37 (7º)            | 36 (8º)            | nd                 | 110                | 9                  |
| 9                  | 7                  | Timur Timerzjanov    | Hyundai i20 WRX     | GRX Taneco                      | 33 (11º)           | 40 (4º)            | 30 (14º)           | nd                 | 103                | 8                  |
| 10                 | 92                 | Anton Marklund       | GCK Mégane R.S. RX  | GCK Bilstein                    | 34 (10º)           | 35 (9º)            | 33 (11º)           | nd                 | 102                | 7                  |
| 11                 | 123                | Krisztián Szabó      | Hyundai i20 WRX     | GRX Set                         | 36 (8º)            | 26 (16º - DNF)     | 39 (5º)            | nd                 | 101                | 6                  |
| 12                 | 33                 | Liam Doran           | GCK Mégane R.S. RX  | Monster Energy GCK RX Cartel    | 32 (12º)           | 31 (13º)           | 35 (9º)            | nd                 | 98                 | 5                  |
| 13                 | 15                 | Reinis Nitišs        | Škoda Fabia WRX Evo | ESmotorsport                    | 31 (13º)           | 33 (11º)           | 31 (13º)           | nd                 | 95                 | 4                  |
| 14                 | 77                 | René Münnich         | SEAT Ibiza RX       | ALL-INKL.COM Münnich Motorsport | 28 (16º)           | 34 (10º)           | 32 (12º)           | nd                 | 94                 | 3                  |
| 15                 | 36                 | Guerlain Chicherit   | GCK Clio R.S. RX    | GCK UNKORRUPTED                 | 29 (15º)           | 32 (12º)           | 28 (16º)           | nd                 | 89                 | 2                  |
| 16                 | 14                 | Rokas Baciuška       | GCK Clio R.S. RX    | GCK UNKORRUPTED                 | 30 (14º)           | 26 (17º - DNF)     | 29 (15º)           | nd                 | 85                 | 1                  |
| 17                 | 11                 | Jani Paasonen        | Ford Fiesta MK6     | Ferratum Team                   | 27 (17º)           | 30 (14º)           | 26 (17º - DNF)     | nd                 | 83                 | 0                  |

Legenda:
|  | Qualificato al turno successivo |

#### Semifinali
| Categoria Supercar - Semifinale 1 | Categoria Supercar - Semifinale 1 | Categoria Supercar - Semifinale 1 | Categoria Supercar - Semifinale 1 | Categoria Supercar - Semifinale 1 | Categoria Supercar - Semifinale 1 | Categoria Supercar - Semifinale 1 | Categoria Supercar - Semifinale 1 | Categoria Supercar - Semifinale 1 |
| Pos.                              | N°                                | Pilota                            | Auto                              | Squadra                           | Giri/Joker                        | Tempo                             | Distacco                          | Punti                             |
| --------------------------------- | --------------------------------- | --------------------------------- | --------------------------------- | --------------------------------- | --------------------------------- | --------------------------------- | --------------------------------- | --------------------------------- |
| 1                                 | 5                                 | Mattias Ekström                   | Audi S1 RX Quattro                | KYB Team JC                       | 6/1                               | 5'01"505                          | –                                 | 6                                 |
| 2                                 | 4                                 | Robin Larsson                     | Audi S1 RX Quattro                | KYB Team JC                       | 6/1                               | 5'03"900                          | +2"395                            | 5                                 |
| 3                                 | 68                                | Niclas Grönholm                   | Hyundai i20 WRX                   | GRX Taneco                        | 6/1                               | 5'04"296                          | +2"791                            | 4                                 |
| 4                                 | 9                                 | Kevin Hansen                      | Peugeot 208 WRX                   | Team Hansen                       | 6/1                               | 5'04"702                          | +3"197                            | 3                                 |
| 5                                 | 7                                 | Timur Timerzjanov                 | Hyundai i20 WRX                   | GRX Taneco                        | 6/1                               | 5'05"825                          | +4"320                            | 2                                 |
| 6                                 | 123                               | Krisztián Szabó                   | Hyundai i20 WRX                   | GRX Set                           | 6/1                               | 5'07"101                          | +5"596                            | 1                                 |
|                                   |                                   |                                   |                                   |                                   |                                   |                                   |                                   |                                   |
| Categoria Supercar - Semifinale 2 |                                   |                                   |                                   |                                   |                                   |                                   |                                   |                                   |
| Pos.                              | N°                                | Pilota                            | Auto                              | Squadra                           | Giri/Joker                        | Tempo                             | Distacco                          | Punti                             |
| 1                                 | 3                                 | Johan Kristoffersson              | VW Polo GTI RX                    | Kristoffersson Motorsport         | 5/0                               | 4'10"779                          | –                                 | 6                                 |
| 2                                 | 1                                 | Timmy Hansen                      | Peugeot 208 WRX                   | Team Hansen                       | 5/0                               | 4'13"487                          | +2"708                            | 5                                 |
| 3                                 | 13                                | Andreas Bakkerud                  | GCK Mégane R.S. RX                | Monster Energy GCK RX Cartel      | 5/1                               | 4'14"506                          | +3"727                            | 4                                 |
| 4                                 | 92                                | Anton Marklund                    | GCK Mégane R.S. RX                | GCK Bilstein                      | 5/1                               | 4'17"078                          | +6"299                            | 3                                 |
| 5                                 | 33                                | Liam Doran                        | GCK Mégane R.S. RX                | Monster Energy GCK RX Cartel      | 5/1                               | 4'17"338                          | +6"559                            | 2                                 |
| DSQ                               | 44                                | Timo Scheider                     | SEAT Ibiza RX                     | ALL-INKL.COM Münnich Motorsport   | 5/1                               | 4'14"343                          | –                                 | 0                                 |

Nota: La semifinale 2 è stata interrotta durante il sesto e ultimo giro con bandiera rossa. Al tempo finale di Kristoffersson e Timmy Hansen sono stati aggiunti 3,7 secondi a titolo di Joker Lap forfettario in quanto ancora non lo avevano disputato.
Legenda:
|  | Qualificato al turno successivo |

#### Finale
| Categoria Supercar | Categoria Supercar | Categoria Supercar   | Categoria Supercar | Categoria Supercar        | Categoria Supercar | Categoria Supercar | Categoria Supercar | Categoria Supercar |
| Pos.               | N°                 | Pilota               | Auto               | Squadra                   | Giri/Joker         | Tempo              | Distacco           | Punti              |
| ------------------ | ------------------ | -------------------- | ------------------ | ------------------------- | ------------------ | ------------------ | ------------------ | ------------------ |
| 1                  | 5                  | Mattias Ekström      | Audi S1 RX Quattro | KYB Team JC               | 6/1                | 5'01"264           | –                  | 8                  |
| 2                  | 3                  | Johan Kristoffersson | VW Polo GTI RX     | Kristoffersson Motorsport | 6/1                | 5'01"992           | +0"728             | 5                  |
| 3                  | 4                  | Robin Larsson        | Audi S1 RX Quattro | KYB Team JC               | 6/1                | 5'04"652           | +3"388             | 4                  |
| 4                  | 1                  | Timmy Hansen         | Peugeot 208 WRX    | Team Hansen               | 6/1                | 5'05"078           | +3"814             | 3                  |
| 5                  | 68                 | Niclas Grönholm      | Hyundai i20 WRX    | GRX Taneco                | 6/1                | 5'05"911           | +4"647             | 2                  |
| 6                  | 9                  | Kevin Hansen         | Peugeot 208 WRX    | Team Hansen               | 6/1                | 5'06"339           | +5"075             | 1                  |

- Giro più veloce: 48"518 ( Mattias Ekström);
- Miglior tempo di reazione: 0"394 ( Mattias Ekström);
- Miglior giro Joker: 51"974 ( Mattias Ekström).

### Euro RX

#### Classifica finale
| Categoria Supercar | Categoria Supercar | Categoria Supercar    | Categoria Supercar | Categoria Supercar              | Categoria Supercar | Categoria Supercar | Categoria Supercar | Categoria Supercar | Categoria Supercar | Categoria Supercar | Categoria Supercar | Categoria Supercar |
| Pos.               | N°                 | Pilota                | Auto               | Squadra                         | Qualificazioni     | Qualificazioni     | Semifinali         | Semifinali         | Semifinali         | Finale             | Finale             | PC                 |
| Pos.               | N°                 | Pilota                | Auto               | Squadra                         | Pos.               | Punti              | SF1                | SF2                | Punti              | Pos.               | Punti              | PC                 |
| ------------------ | ------------------ | --------------------- | ------------------ | ------------------------------- | ------------------ | ------------------ | ------------------ | ------------------ | ------------------ | ------------------ | ------------------ | ------------------ |
| 1                  | 116                | Oliver Eriksson       | Ford Fiesta        | Olsberg MSE                     | 2º                 | 15                 | –                  | 1º                 | 6                  | 1º                 | 8                  | 29                 |
| 2                  | 69                 | Sondre Evjen          | VW Polo GTI RX     | Kristoffersson Motorsport       | 3º                 | 14                 | 1º                 | –                  | 6                  | 2º                 | 5                  | 25                 |
| 3                  | 87                 | Jean-Baptiste Dubourg | Peugeot 208 WRX    | -                               | 1º                 | 16                 | 2º                 | –                  | 5                  | 3º                 | 4                  | 25                 |
| 4                  | 23                 | Andréa Dubourg        | Peugeot 208 WRX    | -                               | 6º                 | 11                 | –                  | 3º                 | 4                  | 4º                 | 3                  | 18                 |
| 5                  | 3                  | Ben-Philip Gundersen  | Audi S1 RX         | JC Raceteknik                   | 4º                 | 13                 | –                  | 2º                 | 5                  | 5º                 | 2                  | 20                 |
| 6                  | 73                 | Tamás Kárai           | Audi S1            | Karai Motorsport Sportegyesület | 5º                 | 12                 | 3º                 | –                  | 4                  | 6º                 | 1                  | 17                 |
| 7                  | 8                  | Peter Hedström        | VW Polo RX         | Hedströms Motorsport            | 7º                 | 10                 | 5º                 | –                  | 2                  | nq                 | nq                 | 12                 |
| 8                  | 11                 | Aleš Fučík            | VW Polo GTI RX     | KRTZ Motorsport ACCR Czech Team | 8º                 | 9                  | –                  | 5º                 | 2                  | nq                 | nq                 | 11                 |
| 9                  | 10                 | Mikko Ikonen          | Ford Fiesta        | -                               | 9º                 | 8                  | 4º                 | –                  | 3                  | nq                 | nq                 | 11                 |
| 10                 | 55                 | Paulius Pleskovas     | Ford Fiesta        | TSK Baltijos Sportas            | 10º                | 7                  | –                  | 4º                 | 3                  | nq                 | nq                 | 10                 |
| 11                 | 38                 | Mandie August         | SEAT Ibiza RX      | ALL-INKL.COM Münnich Motorsport | 11ª                | 6                  | 6ª                 | –                  | 1                  | nq                 | nq                 | 7                  |
| 12                 | 17                 | Dan Öberg             | VW Polo            | MKIVRX                          | 12º                | 5                  | –                  | 6º                 | 1                  | nq                 | nq                 | 6                  |
| 13                 | 5                  | Andri Oun             | Ford Ka            | Reinsalu Sport                  | 13º                | 4                  | nq                 | nq                 | nq                 | nq                 | nq                 | 4                  |
| 14                 | 16                 | Thomas Bryntesson     | VW Polo GTI RX     | TBRX                            | 14º                | 3                  | nq                 | nq                 | nq                 | nq                 | nq                 | 3                  |

## Classifiche di campionato
World RX Supercar - piloti
| Pos. | Pos. | Pilota               | Punti |
| ---- | ---- | -------------------- | ----- |
| 1    |      | Johan Kristoffersson | 166   |
| 2    |      | Mattias Ekström      | 149   |
| 3    |      | Niclas Grönholm      | 117   |
| 4    |      | Timmy Hansen         | 111   |
| 5    | 1    | Robin Larsson        | 101   |
| 6    | 1    | Kevin Hansen         | 96    |
| 7    | 1    | Andreas Bakkerud     | 79    |
| 8    | 1    | Timo Scheider        | 73    |
| 9    | 1    | Timur Timerzjanov    | 59    |
| 10   | 1    | Anton Marklund       | 59    |
| 11   | 1    | Krisztián Szabó      | 41    |
| 12   | 1    | Juha Rytkönen        | 37    |
| 13   | 8    | Liam Doran           | 20    |
| 14   | 2    | René Münnich         | 18    |
| 15   | 2    | Jere Kalliokoski     | 14    |
| 16   | 1    | Guerlain Chicherit   | 14    |
| 17   | 3    | Sebastian Eriksson   | 12    |
| 18   | N    | Reinis Nitišs        | 12    |
| 19   | 4    | Rokas Baciuška       | 12    |
| 20   | 2    | Támas Kárai          | 5     |
| 21   | 2    | Jani Paasonen        | 5     |
| 22   | 2    | Kevin Abbring        | 4     |
| 23   | 1    | Atro Määttä          | 0     |

World RX Supercar - squadre
| Pos. | Pos. | Pilota                          | Punti |
| ---- | ---- | ------------------------------- | ----- |
| 1    |      | KYB Team JC                     | 250   |
| 2    |      | Team Hansen                     | 207   |
| 3    |      | GRX Taneco                      | 176   |
| 4    | 1    | Monster Energy GCK RX Cartel    | 99    |
| 5    | 1    | ALL-INKL.COM Münnich Motorsport | 91    |
| 6    |      | GCK UNKORRUPTED                 | 30    |

World RX Projekt E - piloti
| Pos. | Pos. | Pilota              | Punti |
| ---- | ---- | ------------------- | ----- |
| 1    | 1    | Natalie Barratt     | 35    |
| 2    | 1    | Ken Block           | 24    |
| 3    | N    | Cyril Raymond       | 24    |
| 4    | N    | Jānis Baumanis      | 20    |
| 5    | 2    | Hermann Neubauer    | 19    |
| 6    | N    | Svein-Bjarte Holten | 18    |

Euro RX Supercar - piloti
Titolo non assegnato.
| Pos. | Pos. | Pilota                | Punti |
| ---- | ---- | --------------------- | ----- |
| 1    |      | Oliver Eriksson       | 59    |
| 2    |      | Jean-Baptiste Dubourg | 48    |
| 3    | 3    | Sondre Evjen          | 40    |
| 4    |      | Ben-Philip Gundersen  | 39    |
| 5    |      | Andréa Dubourg        | 36    |
| 6    | 3    | Peter Hedström        | 32    |
| 7    | 3    | Tamás Kárai           | 25    |
| 8    | 5    | Aleš Fučík            | 18    |
| 9    | 1    | Thomas Bryntesson     | 16    |
| 10   | 3    | Pontus Tidemand       | 14    |
| 11   | 1    | Mandie August         | 14    |
| 12   | 3    | Mats Öhman            | 13    |
| 13   | N    | Mikko Ikonen          | 11    |
| 14   | N    | Paulius Pleskovas     | 10    |
| 15   | 4    | Tobias Daarbak        | 8     |
| 16   | N    | Andri Oun             | 4     |
| 17   | 2    | Per Eklund            | 2     |
| 18   | 2    | David Nordgård        | 1     |
| 19   | 5    | Dan Öberg             | -16   |